# 濟萊

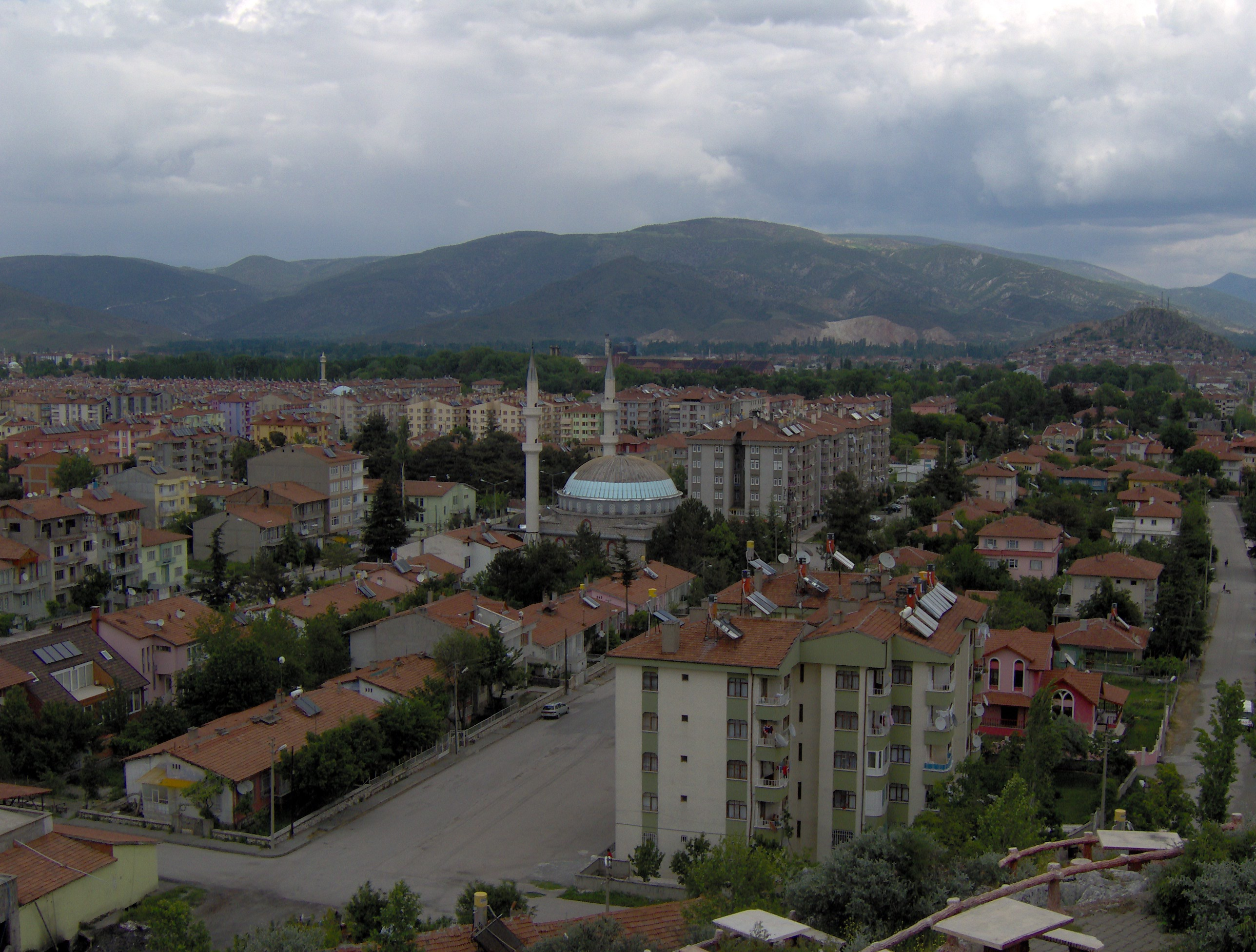
Zile from castle

濟萊是土耳其的城鎮，由托卡特省負責管轄，位於該國北部，面積1,512平方公里，海拔高度710米，每年平均降雨量1,040毫米，主要經濟活動有農業、貿易業和畜牧業，2007年人口68,937。

## 外部連結
- District municipality, brief information on Zile （页面存档备份，存于） （土耳其文）
- Zile news portal （土耳其文）
- Zile daily news portal[永久] （土耳其文）
- Zile weather forecast[永久] （英文）
- Turkey travel guide, Tokat and Zile （页面存档备份，存于） （英文）
- Battle of Zela （页面存档备份，存于）
- Zile Haber （页面存档备份，存于） （土耳其文）